# Zachary Hietala
Zachary Hietala, pseudonimo di Sakari Harri Pekka Hietala (Tervo, 10 agosto 1962), è un chitarrista finlandese.
Suona nei Tarot, gruppo musicale  (genere heavy metal) che ha fondato insieme al fratello Marco Hietala nel 1985. Oltre l'attività di musicista, Zachary Hietala lavora come youth worker a Kuopio, città in cui vive.

## Discografia

### Tarot
- The Spell of Iron (1986)
- Follow Me into Madness (1988)
- To Live Forever (1993)
- To Live Again Live CD (1994)
- Stigmata (1995)
- For the Glory of Nothing (1998)
- Shining Black Best of (2003)
- Suffer Our Pleasures (2003)
- Crows Fly Black (2006)
- Undead Indeed Live DVD (2008)
- Gravity of Light (2010)
- The Spell of Iron MMXI (2011)